# Wilhelm August Stilarsky

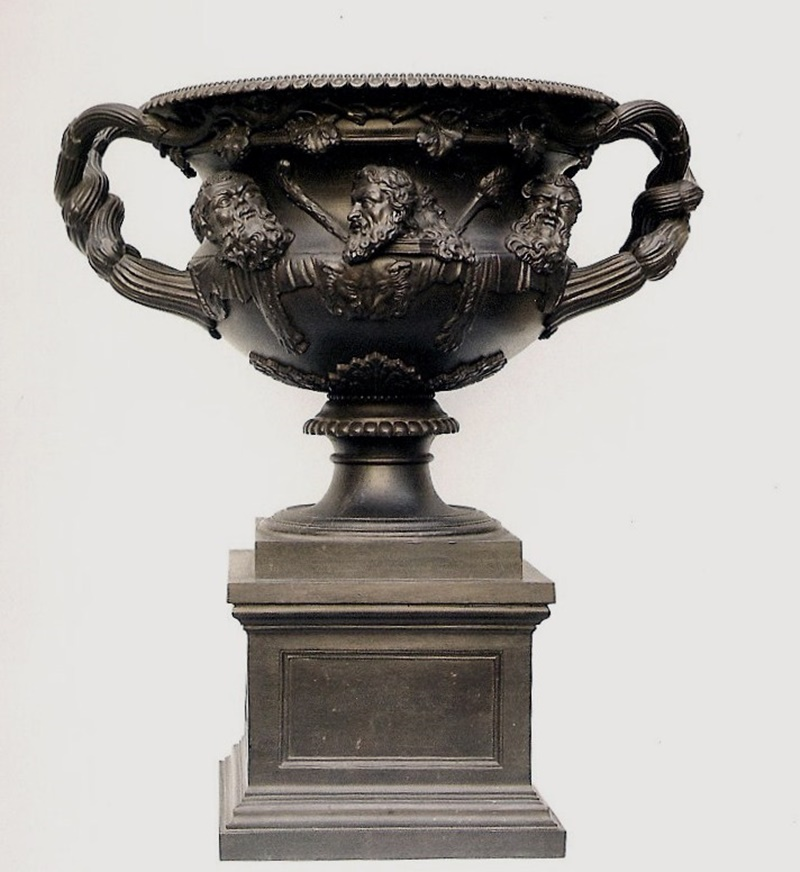
Warwick-Vase, 1827 von Wilhelm August Stilarsky modellierte gusseiserne Nachbildung des marmornen Originals

Wilhelm August Stilarsky (* um 1785 in Malapane; † 25. Mai 1838 in Berlin) war ein deutscher Former, Bildhauer und Modelleur für Eisenguss.

## Leben
Wilhelm August Stilarsky begann seine Ausbildung in der Eisenhütte Malapane. 1803 wurde er als Former an die Gleiwitzer Hütte versetzt, wo er für die Organisation der 1798 gegründeten Abteilung für künstlerisches Gießen zuständig war. Er arbeitete dort bis 1804 als Modellmeister. Dann wurde er nach Berlin berufen, um zusammen mit Johann Friedrich Krigar die neue Eisengießerei in der Invalidenstraße einzurichten. Ab 1805 arbeitete er als Königlicher Modellmeister und erhielt bald den Titel eines akademischen Künstlers. 1813 schaffte er es, das Gussverfahren durch zerlegbare und beliebig oft verwendbare Gussmodelle zu vereinfachen und zu verbilligen, wodurch die endgültige Eroberung der plastischen Kunst durch den Eisenguss ermöglicht wurde. Es war nun möglich, große Hohlgüsse mit Kernstücken zu fertigen. 1814 gelang ihm erstmals eine Pilgerstatue, entworfen von Schadow, nach diesem Kernstückverfahren zu gießen. Für seine Verdienste wurde er zum Mitglied der Akademie der Künste befördert. Zu seinen Schülern gehörten August Kiß und Theodor Kalide.
Er war verheiratet mit Elisabeth Schäfer. Sie hatten eine Tochter.

## Werke (Auswahl)
- Büste von Friedrich Wilhelm III., nach Christian Daniel Rauch, um 1818[2]
- Büste der Königin Luise, nach Christian Daniel Rauch, um 1818[3]
- Zwölf Figuren für das Kreuzbergdenkmal von Schinkel, 1824
- Warwick-Vase, 1827
- Medaille Friedrich Wilhelm Graf von Reden, 1827[4]
- Neujahrsplaketten der Jahre 1828 bis 1831 und 1835
- Statuette Gebhard Leberecht Blücher, um 1830
- Neuhardenberger Taufständer nach Entwurf von Schinkel, 1837[5]